# (28978) Ixion
(28978) Ixion (frühere Bezeichnung 2001 KX76) ist ein großes transneptunisches Objekt im Kuipergürtel, das bahndynamisch als Plutino klassifiziert wird. Aufgrund seiner Größe ist der Asteroid ein Zwergplanetenkandidat.

## Entdeckung und Benennung
Obschon die Entdeckung vom JPL offiziell dem Deep Ecliptic Survey zugeschrieben wird, wurde Ixion am 22. Mai 2001 von James Elliot und Larry Wasserman am Cerro Tololo-Observatorium (Chile) entdeckt. Die Entdeckung wurde am 1. Juli 2001 zusammen mit den TNO 2001 FT185, 2001 KW76, 2001 KY76, 2001 KZ76 und 2001 KA77 bekanntgegeben, der Planetoid erhielt die vorläufige Bezeichnung 2001 KX76 und später die Kleinplanetennummer 28978.
Am 28. März 2002 gab das Minor Planet Center den Namen Ixion bekannt. Ixion ist ein König der Lapithen aus der griechischen Mythologie.
Wie alle anderen transneptunischen Objekte außer Pluto besitzt Ixion kein offizielles oder allgemein verwendetes astronomisches Symbol. Im Internet kursierende Ixionsymbole wie z. B.  und  sind Entwürfe von Privatpersonen. Eine offizielle Symbolzuweisung ist nicht zu erwarten, da astronomische Symbole in der modernen Astronomie nur noch eine untergeordnete Rolle spielen.
Nach seiner Entdeckung ließ sich Ixion auf Fotos bis zum 17. Juli 1982, die im Rahmen des Digitized-Sky-Survey-Projekts am Siding-Spring-Observatorium (Australien) gemacht wurden, zurückgehend identifizieren und so seinen Beobachtungszeitraum um 19 Jahre verlängern, um so seine Umlaufbahn genauer zu berechnen. Seither wurde der Planetoid durch verschiedene Teleskope wie das Herschel- und das Spitzer-Weltraumteleskop sowie erdbasierte Teleskope beobachtet. Im Juni 2018 lagen insgesamt 174 Beobachtungen über einen Zeitraum von 36 Jahren vor. Die bisher letzte Beobachtung wurde im Juni 2018 am Vegaquattro-Observatorium (Piemont) durchgeführt. (Stand 25. Februar 2019)

## Eigenschaften

### Umlaufbahn
Ixion umkreist die Sonne in 251,01 Jahren auf einer elliptischen Umlaufbahn zwischen 30,10 AE und 49,48 AE Abstand zu deren Zentrum. Die Bahnexzentrizität beträgt 0,243, die Bahn ist 19,58° gegenüber der Ekliptik geneigt. Derzeit ist der Planetoid 39,31 AE von der Sonne entfernt. Das Perihel durchläuft er das nächste Mal 2070, der letzte Periheldurchlauf dürfte also im Jahre 1819 erfolgt sein. Ixion und Pluto folgen ähnlichen, jedoch unterschiedlich orientierten Umlaufbahnen; während sich Ixions Perihel unterhalb der Ekliptik befindet, ist Plutos Perihel darüber. Untypisch für resonante KBO wie etwa Orcus nähert sich Ixion Pluto mit weniger als 20 Grad Winkelabstand an.
Sowohl das Marc Buie (DES) als auch das Minor Planet Center klassifizieren Ixion als Plutino, letzteres führt ihn auch allgemein als «Distant Object».

### Größe und Rotation
Ixions Durchmesser wurde zunächst auf etwa 1300 km geschätzt. Damit war er das erste Objekt im Kuipergürtel, von dem angenommen wurde, dass es in seiner Größe Ceres, das größte Objekt im Hauptgürtel und vormaligen Rekordhalter unter den Planetoiden, überträfe. Beobachtungen mit dem Herschel- und dem Spitzer-Weltraumteleskop haben 2013 gezeigt, dass Ixion eine recht helle Oberfläche hat (Albedo etwa 0,14), sodass der Durchmesser mit 617 km daher entsprechend kleiner eingeschätzt werden muss. Ausgehend von einem Durchmesser von 617 km ergibt sich eine Gesamtfläche von etwa 1.196.000 km². Die scheinbare Helligkeit von Ixion beträgt 19,85 m; die mittlere Oberflächentemperatur wird anhand der Sonnenentfernung auf 44 K (−229 °C) geschätzt.
Mike Brown geht davon aus, dass es sich bei Ixion höchstwahrscheinlich um einen Zwergplaneten handelt, da er sich aufgrund seiner geschätzten Größe und Masse vermutlich im hydrostatischen Gleichgewicht befindet. Die Analyse der sehr flachen Lichtkurve legt nahe, dass Ixion nahezu sphärisch (Maclaurin-Ellipsoid) geformt sein dürfte. Gonzalo Tancredi akzeptierte Ixion 2010 als Zwergplaneten, schlug der IAU jedoch nicht vor, ihn offiziell als solchen anzuerkennen.
Anhand von Lichtkurvenbeobachtungen 2010 rotiert Ixion in 12 Stunden und 24 Minuten einmal um seine Achse. Daraus ergibt sich, dass er in einem Ixion-Jahr 177447,3 Eigendrehungen („Tage“) vollführt. Dabei weist Ixion einige regelmäßige Helligkeitsänderungen auf, die auf das Rotationsverhalten zurückgeführt werden.
| Jahr                                         | Abmessungen km                              | Quelle              |
| -------------------------------------------- | ------------------------------------------- | ------------------- |
| 2002                                         | 1055,0 +0165,0−0165,0                       | Altenhoff u. a.     |
| 2003                                         | <804,0                                      | Altenhoff u. a.     |
| 2005                                         | <822,0                                      | Grundy u. a.        |
| 2005                                         | 475,0 ± 75,0                                | Stansberry u. a.    |
| 2007                                         | 480,0 +0152,0 −0136,0                       | Cruikshank u. a.    |
| 2008                                         | 480,0                                       | Tancredi            |
| 2008                                         | >350,0 +050,0 −050,0 >650,0 +0260,0 −0220,0 | Stansberry u. a.    |
| 2010                                         | 650,0                                       | Tancredi            |
| 2013                                         | 800,80                                      | LightCurve DataBase |
| 2013                                         | 617,0 +019,0 −020,0                         | Lellouch u. a.      |
| 2013                                         | 549,0                                       | Mommert u. a.       |
| 2018                                         | 674,0                                       | Brown               |
| Die präziseste Bestimmung ist fett markiert. |                                             |                     |

### Oberfläche
Ixions Oberfläche ist im sichtbaren Licht rötlich gefärbt (etwas rötlicher als Quaoar) und hat eine – für Objekte dieser Größe – relativ hohe Albedo von 0,141 ± 0,011. Im nahen Infrarot zeigt das Spektrum keine Auffälligkeiten, Absorptionslinien für Wassereis fehlen – im Gegensatz zu Varuna – völlig. Die wahrscheinlichste Zusammensetzung besteht aus amorphem Kohlenstoff, Tholinen und sehr wenig Wassereis.
Untersuchungen über eine mögliche Kometenaktivität oder Atmosphäre mit dem Very Large Telescope 2007 ergaben einen negativen Befund; es ist jedoch möglich, dass Ixion ähnlich wie Pluto in der Nähe seines Perihels, das er 2070 erreicht, eine Koma oder temporäre Atmosphäre entwickeln könnte.

### Mögliche Erforschung durch Raumsonden
Einer Studie von 2012 zufolge sind Ixion und Huya die geeignetsten von sieben möglichen TNO für eine Orbitermission, die mit einer Atlas V 551 or Delta IV HLV starten könnte und ein Gravity-Assist am Planeten Jupiter beinhalten würde. Eine am 11. November 2039 gestartete Mission würde Ixion nach 17 Jahren Flugzeit im Jahre 2056 erreichen. Eine neuere Studie von 2018 sieht verschiedene Optionen mit Starts zwischen 2025 und 2040 vor, die mögliche Vorbeiflüge auch an Saturn, Uranus und Neptun beinhalten könnte.